# Distretto di Kawabe
Il distretto di Kawabe (川辺郡, Kawabe-gun?) è uno dei distretti della prefettura di Hyōgo, in Giappone.
Fa parte del distretto solo il comune di Inagawa.
| Controllo di autorità | VIAF (EN) 256608132 · NDL (EN, JA) 00639466 |